# Eborilaira alpina
Genre
Espèce
Eborilaira alpina, unique représentant du genre Eborilaira, est une espèce d'araignées aranéomorphes de la famille des Linyphiidae.

## Distribution
Cette espèce est endémique de Russie. Elle se rencontre dans l'Oblast de Magadan et la Tchoukotka.

## Publication originale
- Eskov, 1989 : New monotypic genera of the spider family Linyphiidae (Aranei) from Siberia: Communication 1. Zoologičeskij Žurnal, vol. 68, no 9, p. 68-78.